# 문지연
문지연은 대한민국의 희극 배우이다. 한 때 음악 그룹 칼라의 일원이기도 하였다.

## 주요 출연작

### 텔레비전 프로그램
- TV 로펌 솔로몬(SBS)

### 드라마
- 2011년~2012년 KBS2 《오작교 형제들》 - 남여울의 친구 역

## 수상경력
- 1993년 강변가요제 대상 : 그룹 '칼라'